# 川口恒
川口 恒（かわぐち ひさし、1945年3月12日 - ）は、日本の元俳優。

## 来歴
東京都出身。父は小説家の川口松太郎、母・三益愛子、兄・川口浩、弟・川口厚、妹・川口晶は俳優という一家に生まれ育った。妹の川口晶とは、1976年の映画『犬神家の一族』で共演している。また、元タカラジェンヌで宝塚歌劇団24期生の紀川瑠璃子は母方の叔母にあたる。 1957年、慶應義塾幼稚舎を卒業してアメリカに留学。シアトルのハミルトン・ジュニア・ハイスクール、リンカーン・ハイスクールを経てワシントン大学に進み、1964年に中退して帰国、国際基督教大学に編入学、1965年に上智大学に転じ1966年中退。
1978年5月21日、大麻・コカイン・LSDで逮捕され、6月6日には弟の厚、6月29日には妹の晶も逮捕され、「川口一家の麻薬汚染事件」と騒がれた。同年9月25日、懲役10か月、執行猶予3年の有罪判決を受け俳優を引退。レストラン経営などの実業家に転身した。
2011年11月1日、父の川口松太郎に関する公式サイトを開設し、管理・運営を行っている。

## 主な出演作品

### 映画
- 花の恋人たち（1968年） - 轟麟也
- 青春の風（1968年） - 田所大作
- ザ・スパイダースの大騒動（1968年）
- 忘れるものか（1968年） - ケン
- 恋のつむじ風（1969年）
- 野蛮人のネクタイ（1969年）
- 華やかな女豹（1969年）
- 女の警察 国際線待合室（1970年）
- 花の特攻隊 あゝ戦友よ（1970年）
- 悪の親衛隊（1971年）
- 犬神家の一族（1976年） - 犬神佐智

### テレビドラマ
- あいつと私（1967年、日本テレビ） - 黒田三郎
- 青春（1967年、フジテレビ）
- ある日わたしは（1967年、日本テレビ） - 矢吹健太郎
- レモンの涙（1968年、NET）
- 若い川の流れ（1968年、日本テレビ） - 室井敬三
- 24才 その5（1968年、TBS）
- 東芝日曜劇場 女と味噌汁 その11（1968年、TBS） - 御堂兵吉 役
- ややととさん（1969年、日本テレビ） - 山本三郎
- 連続テレビ小説・信子とおばあちゃん（1969年、NHK）
- セブンティーン -17才-（1969年、日本テレビ） - 磯野
- 新平四郎危機一発（1969年 - 1970年、TBS）
- ヤングアクション プロフェッショナル（1970年、TBS） 第26話
- キイハンター 第100・185・205・257回（1970年 - 1973年、TBS）
- ナショナルゴールデン劇場「掌の中の卵」（1970年、NET）
- プレイガール （東京12チャンネル / 東映）
  - 第64話「女はギリギリで勝負する」- 克己
  - 第82話「女はきわどく勝負する」- 白坂
- コント55号60分一本勝負 第13回（1970年、NET）
- 北条政子（1970年、NET） - 源義経
- がめつい奴（1970年、関西テレビ）
- 恋愛術入門 第9回「ヒッチハイクの恋」（1970年、TBS / 国際放映） - 坂井吾郎
- 大岡越前 第1部 第19 - 20話（1970年、TBS） - 佐吉
- さむらい飛脚（1971年、NET） - 井戸勘兵衛
- 女人武蔵 第22 - 25回（1971年、関西テレビ） - 白石三九郎
- 東京警備指令 ザ・ガードマン 第317・321・338・349・350回（1971年、TBS）
- 清水次郎長 第9・30・31話（1971年、フジテレビ） - 藤太郎
- 怪奇十三夜「謎の幽霊御殿」（1971年、日本テレビ）
- 天皇の世紀 第3回（1971年、ABC） - 高島浅五郎
- おさな妻 第45回（1971年、東京12チャンネル） - 安岡史郎
- さすらいの狼（1972年、NET）
- シークレット部隊 第1回（1972年、TBS）
- お祭り銀次捕物帳 第1話（1972年、フジテレビ） - 清二
- 銭形平次 第317話（1972年、フジテレビ）
- 必殺仕置人 第19話（1973年、ABC） - 後藤精一郎
- 戦国ロック はぐれ牙 第3話（1973年、フジテレビ）
- トリプル捜査線 第9回（1973年、フジテレビ）
- 荒野の素浪人 第2シリーズ第4回（1974年、NET）
- 夜明けの刑事 第26回（1975年、TBS）
- 痛快!河内山宗俊 第15話（1975年、フジテレビ）
- 宮本武蔵（1975年、関西テレビ） - 柳生兵庫助
- 火曜劇場・夏の影 第9話（1975年、日本テレビ）

### その他
- 日本列島走りある記（1972年2月23日 - 3月29日、関西テレビ）